# Alex Raffaelli
Alex Raffaelli (Pietrasanta, 16 agosto 1998) è un hockeista su pista italiano.

## Palmarès
- Coppa Italia/Lega A2: 1

CGC Viareggio: 2023-2024